# Dalbergia nigra
Espèce
Classification phylogénétique
Statut de conservation UICN

 VU A1cd : Vulnérable
Statut CITES
Dalbergia nigra, le palissandre de Rio, est une espèce de plantes à fleurs du genre Dalbergia et de la famille des Fabaceae (anciennement Papilionacées). C'est un arbre considéré comme espèce menacée qui ne pousse à l'état sauvage que dans la forêt atlantique brésilienne.
Depuis plus de trois siècles, le bois de palissandre est un produit d'importation très recherché. Le pic de son exploitation est intervenu dans la seconde moitié du XIXe siècle, avec le développement du placage bois.

## Description

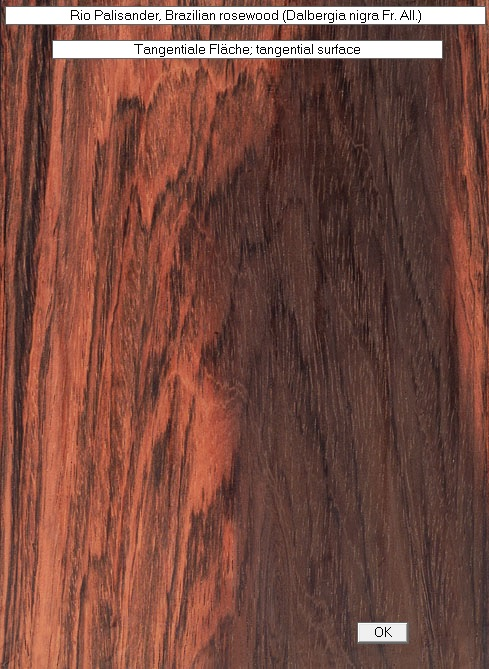
Surface latérale du bois du palissandre de Rio (placage).

Dalbergia nigra est un arbre. Certains sujets très anciens présentent un diamètre du tronc de 1 m à 1,20 m ; on ne trouve actuellement que des sujets d'un diamètre de 30 cm, avec un diamètre à hauteur de poitrine de 40 à 80 cm. Ces palissandres peuvent atteindre une taille de 25 à 30 m, mais ne sont le plus souvent hauts que de 15 à 25 m. Ils développent un tronc cannelé et irrégulier, souvent creux et d'une hauteur d'environ 8 m,,.
Les feuilles sont alternes.
La courte floraison a lieu aux mois de novembre et décembre au Brésil. Ses gousses brunâtres, aplaties et longues de 3 cm, restent closes et renferment chacune trois graines : elles sont arrachées et disséminées par le vent. Il y a des fruits de janvier à septembre.

## Écologie
On a rapporté des cas de dissémination de Dalbergia nigra par les abeilles ; mais cette espèce colonise principalement les terres par dissémination éolienne.

## Répartition et mesures de protection

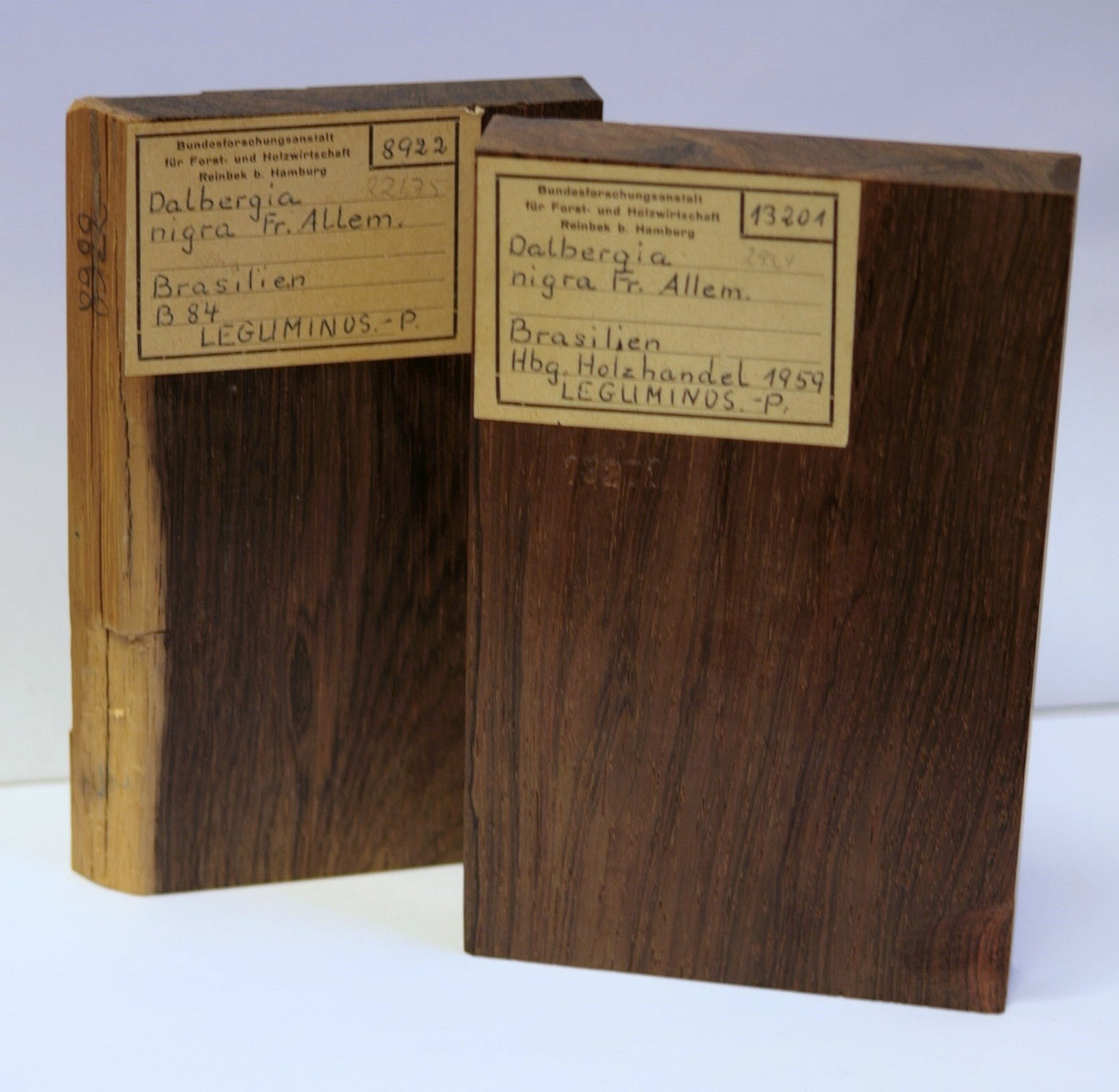
Échantillons de Dalbergia nigra (Institut de sylviculture Thünen de Hambourg).

L'espèce Dalbergia nigra pousse à part des autres végétaux mais forme parfois des communautés biotiques avec d'autres espèces de Dalbergia, comme le palissandre de Santos Machærium ou d'autres arbres tropicaux. Son aire de répartition naturelle s'étend de la basse forêt tropicale humide de l'est du Brésil, au sud de Bahia, jusqu'à São Paulo en passant par Rio de Janeiro. Il y a un siècle, les états d'Espírito Santo et de Bahia en produisaient de 1,16 à 1,40 m3/ha.
En raison d'une exploitation continue et d'abattages massifs, cette espèce a été décimée, ce qui justifie qu'elle ait été intégrée en 1992 dans les espèces à protection prioritaire de la Convention internationale de Washington (Annexe I/A VO(EG) 338/97).

## Taxonomie
L’invention de cette espèce remonte à 1829 : un botaniste brésilien, J.-M. da Conceição Vellozo (1743-1812), dans sa Florae Fluminensis... (p. 300), lui assigna le basionyme Pterocarpus niger,,. Son reclassement en Dalbergia nigra (Vell.) Allemão ex Benth. a été proposé en 1860 par Francisco Freire Allemão. Un synonyme de Dalbergia nigra (Vell.) Allemão ex Benth. est : Amerimnon nigrum (Vell.) Kuntze.

## Un bois exotique
C'est vers 1660 que les bois de palissandre brésiliens et indiens furent rapportés en Europe pour les travaux de menuiserie. Les principaux comptoirs étaient Lisbonne et Londres. Ces bois, appelés Dalbergia, furent très vite employés en intarsia dans les résidences princières. Ils étaient très recherchés pour les meubles.

## Description

### Description macroscopique

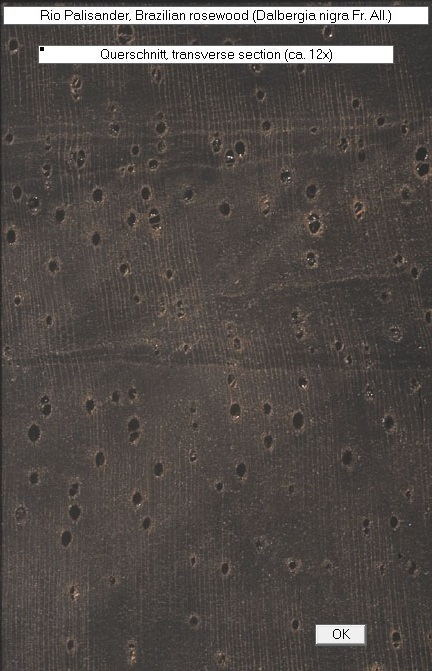
Coupe de Dalbergia nigra grossie douze fois.

La proportion d'aubier peut être inhabituellement élevée. L'aubier se développe asymétriquement (entre 3 et 8 cm de diamètre), il se détache très nettement du duramen brun-violacé de par sa coloration blanc-jaunâtre. Il est rayé de stries noirâtres. Les vaisseaux sont des macropores, reconnaissables aux yeux qui apparaissent dans une coupe du bois. Elles s'entrecroisent avec le reste des tissus et représentent 8 % du volume. Les cernes ne sont bien visibles qu'à la loupe. Par une coupe dans le sens des fibres, on distingue des capillaires et des cavités tantôt claires, tantôt sombres. Il est difficile d'y déceler les zones de croissances actives. Le parenchyme est encore plus difficile à séparer des trachées. La surface de ce bois est ordinairement huileuse.

### Description microscopique
Les cernes sont fines (pour la plupart moins de 1 mm de profondeur) et distribuées de façon hétérogène mais en couches resserrées. Elles représentent 23 % des tissus, le parenchyme longitudinal (où l'on décèle quelques inclusions microcristallines) 22 % ; enfin le xylème sous-jacent, 47 %.

Rio-Palisander-Holz
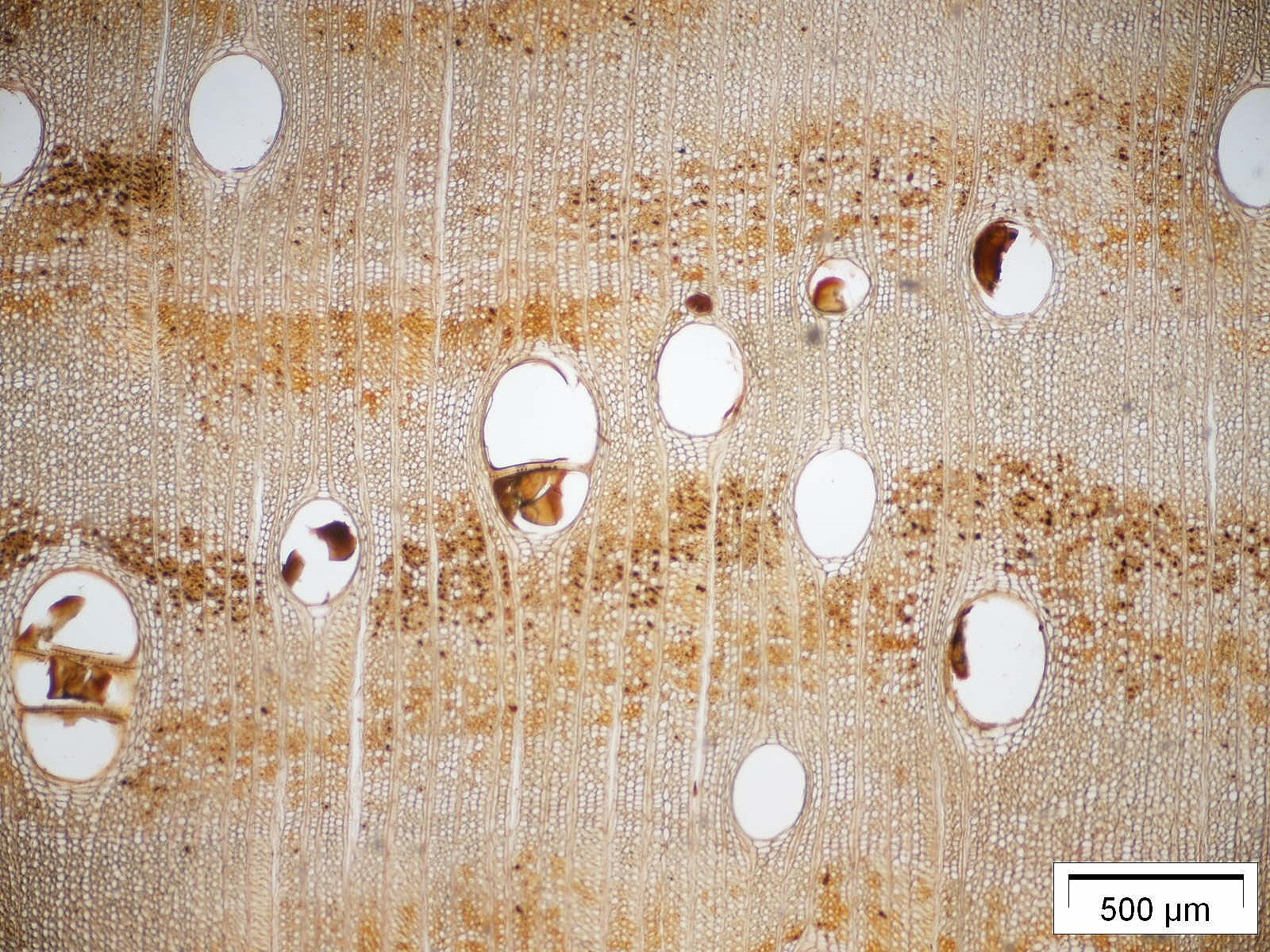
Coupe
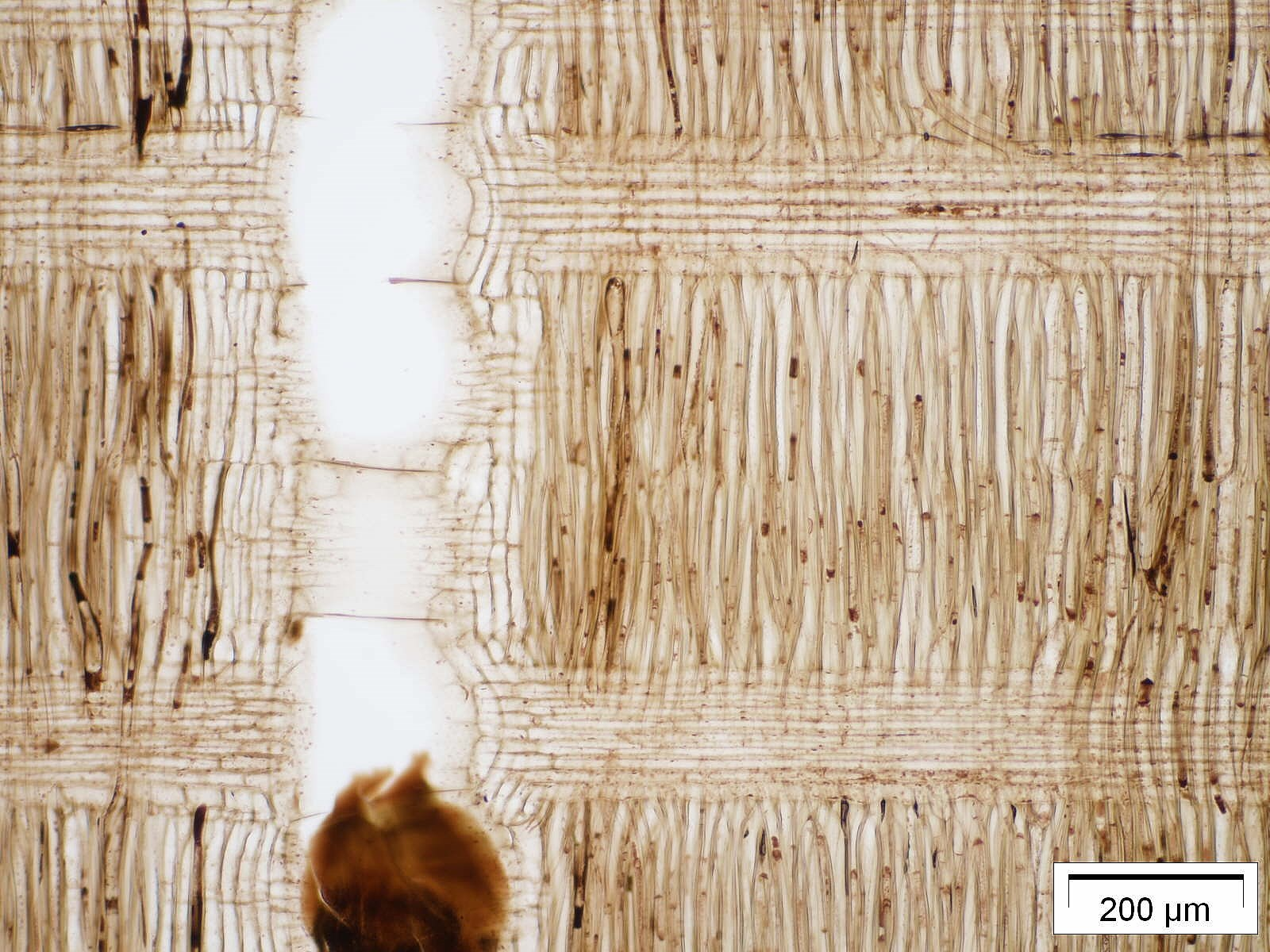
Coupe perpendiculaire aux fibres
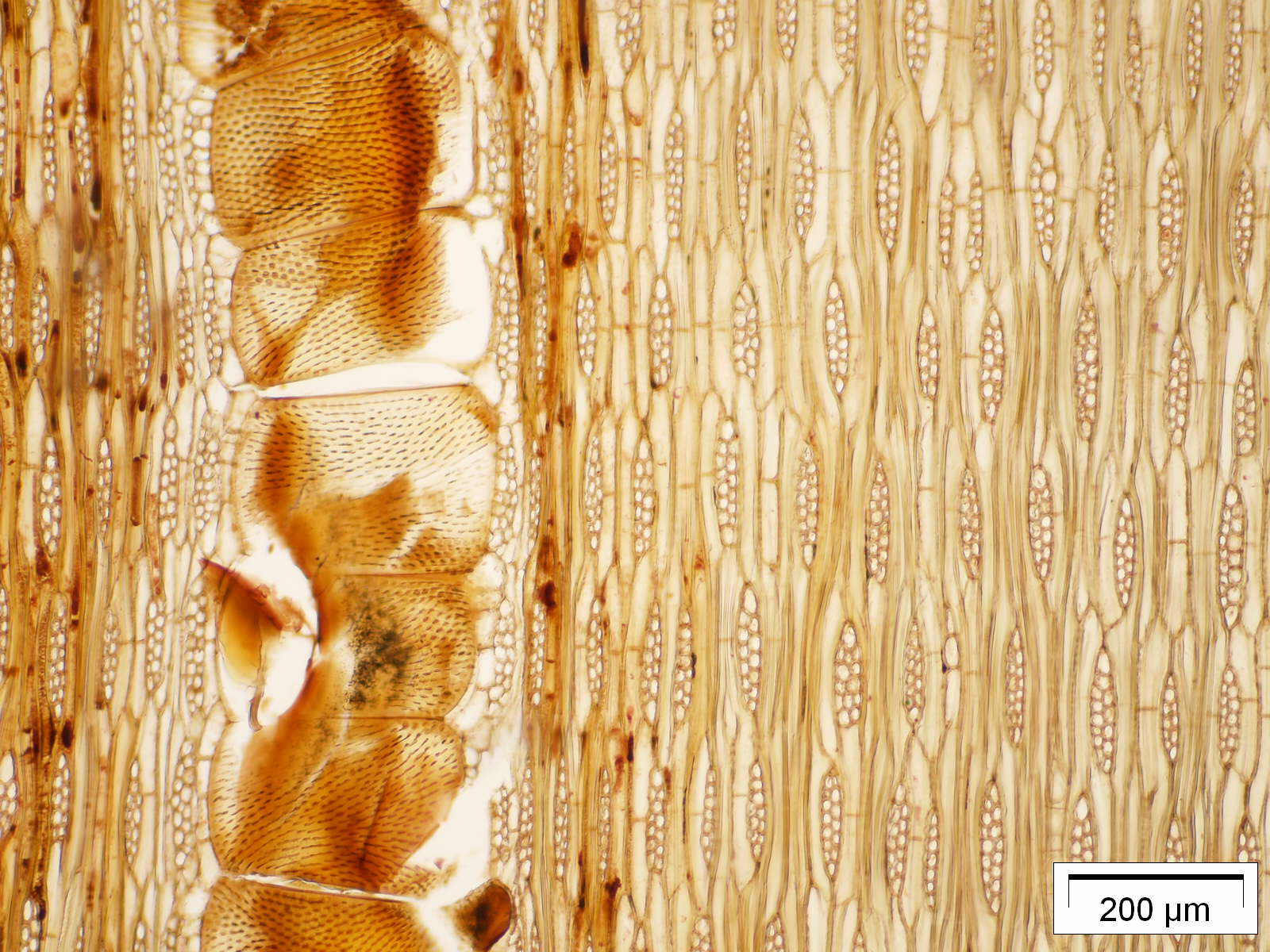
Coupe dans le sens des fibres
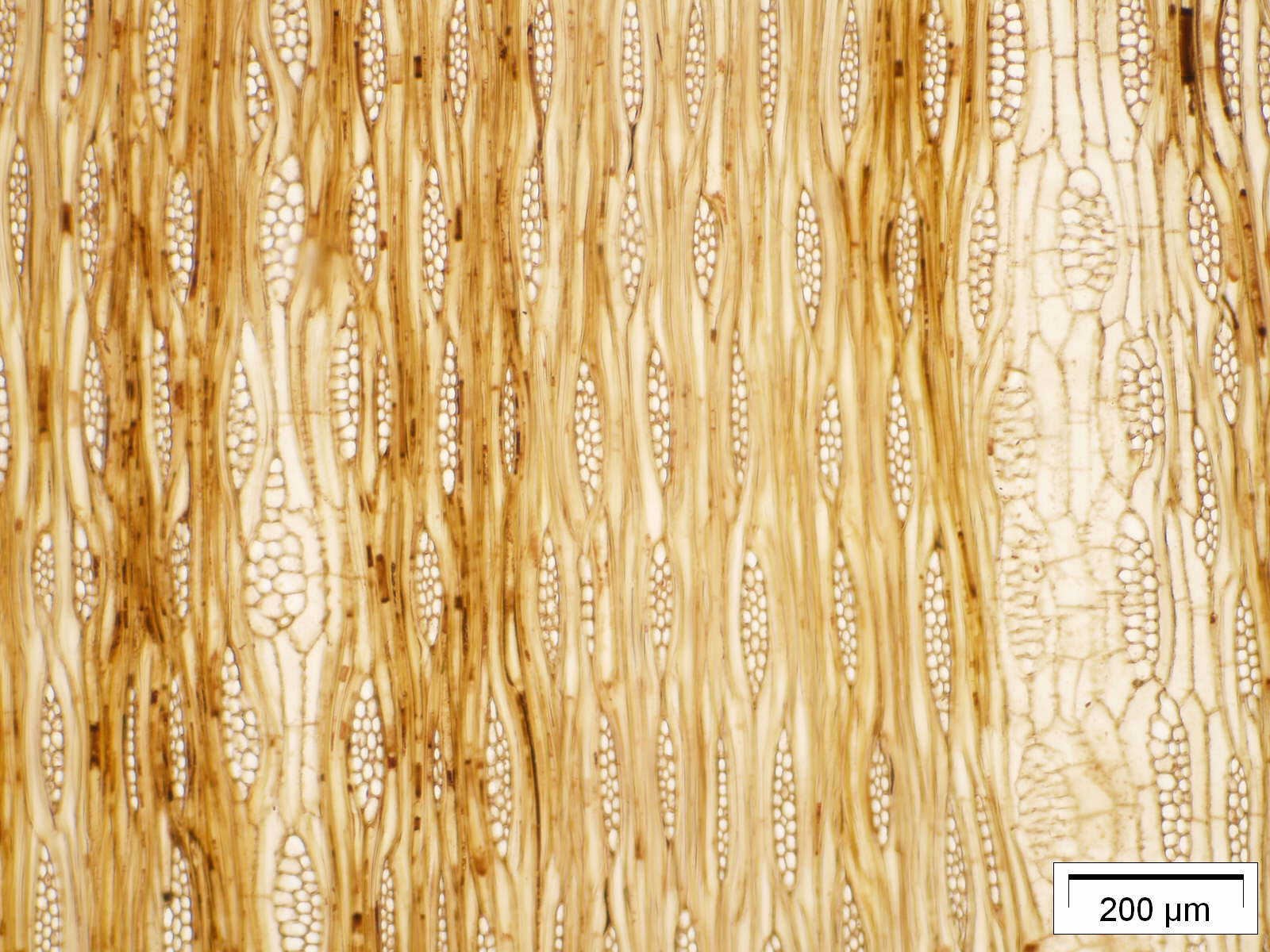
Coupe dans le sens des fibres

### Propriétés chimiques
La teneur en cellulose de ce bois est d'environ 36 %, le taux de lignine d'environ 34 %. Il devrait suivre de là que la teneur en hémicellulose ou en pentoses est de 25–30 %, or elle n'est que de 19,5 %, ce qui représente une proportion inhabituelle de constituants non-cellulaires, qui peuvent être des graisses, des huiles ou des molécules non organiques. Le pH varie entre 4,6 et 4,8, ce qui en fait une essence nettement plus acide que le palissandre indien (qui a un pH de 6,3).
En général, les bois de palissandre contiennent des substances inhibitrices solubles à effet fongicide. Au contact du fer, le bois du palissandre de Rio prend une teinte gris-bleu ce qui tient aux propriétés de sa résine.

### Propriétés physiques et mécaniques
En général, les bois de palissandre sont difficiles à fendre, mais sont vulnérables aux chocs. Ils se fendent peu et jouissent d'une bonne stabilité de forme. Leur aubier est très résistant aux moisissures et aux insectes, mais non aux vers. Il est en outre résistant aux intempéries, et d'une stabilité de première classe.
| Masse volumique (ÖNORM B 3012), g/cm3 | 0,86         |
| Densité ρ0, g/cm3                     | 0,80         |
| Dilatation thermique, %               | 9,1–12,6     |
| Dilatation radiale, %                 | 2,8–4,3      |
| Dilatation tangentielle, %            | 6,1–8,1      |
| Dureté (N/mm2)                        | 60–80        |
| Flexibilité (N/mm2)                   | 110–150      |
| Module d'élasticité (N/mm2)           | 8 800–12 900 |

## Travail de ce bois

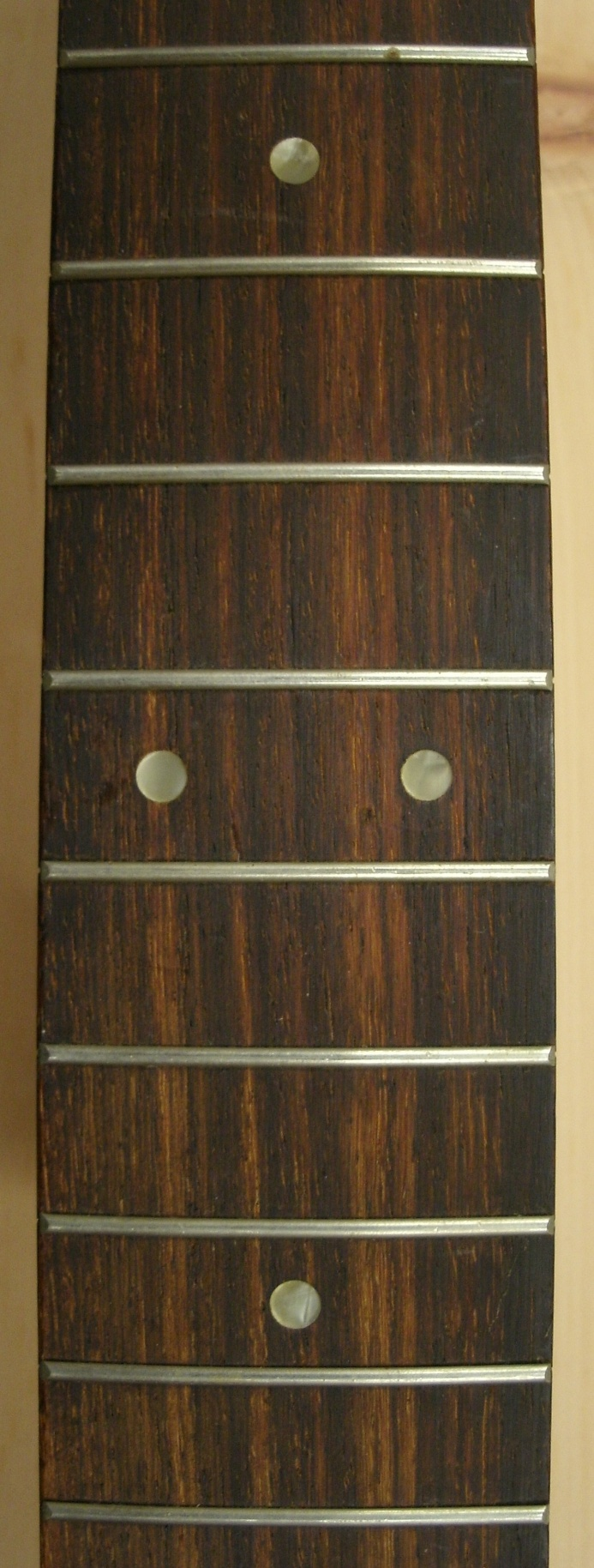
Touche de guitare faite de Dalbergia nigra.

### Bois massif
Le bois du palissandre de Rio est facile à scier, mais il est recommandé d'utiliser pour cela une lame en acier traité car la dureté de ce bois peut émousser les outils courants. Il est facile à usiner et présente une surface unie au rabotage, là du moins où le réseau de fibres est bien parallèle. Un pré-perçage est nécessaire avant de visser ou de clouer une pièce dessus. Le collage ne pose aucun problème.

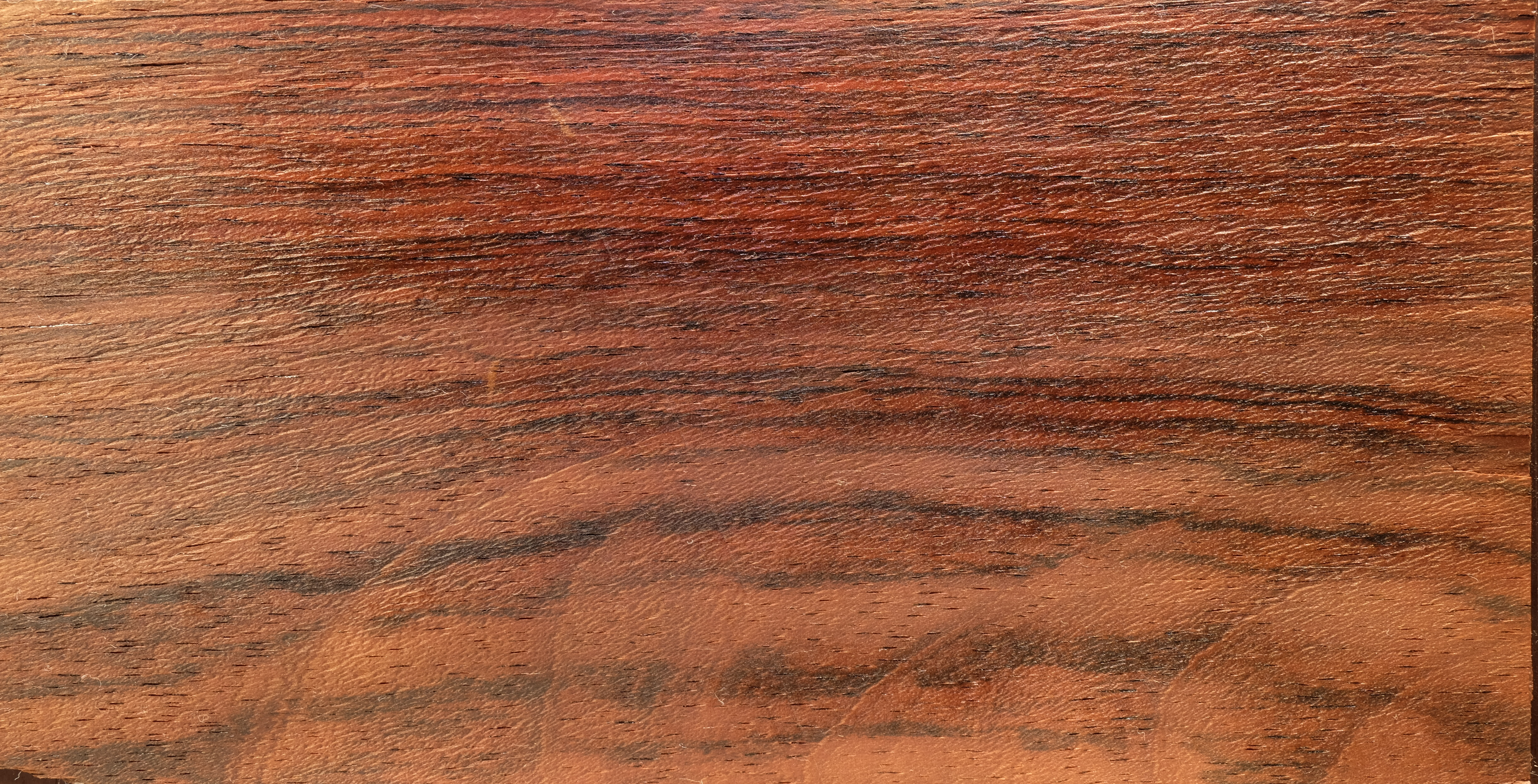
Placage d'un couteau en palissandre de Rio : le bois n'est pas ciré, mais huilé.

### Décoration
Le palissandre de Rio est volontiers employé pour les travaux de placage. Par cuisson ou traitement à la vapeur, il est facile à découper.

### Préparation
En règle générale, on ne doit faire sécher le bois de palissandre que très lentement et avec beaucoup de précautions, afin de limiter au maximum la perte de volume dans ce processus. Le bois ne se tord que fort peu et ne présente hormis cela aucune mauvaise surprise. Il ne boit que très peu l'eau et n'a pas besoin d'être ré-humidifié. C'est dans l'air sec qu'il conserve le mieux sa teinte d'origine : cette ambiance est à privilégier dans les travaux de menuiserie.

### Traitement de surface
Le traitement par résines aminoplastes peut s'accompagner d'une fluorescence verte. Certains des constituants de ce bois sont par ailleurs solubles dans l'alcool. Enfin les zones résineuses laissent des stries à la surface du bois.

## Utilisation

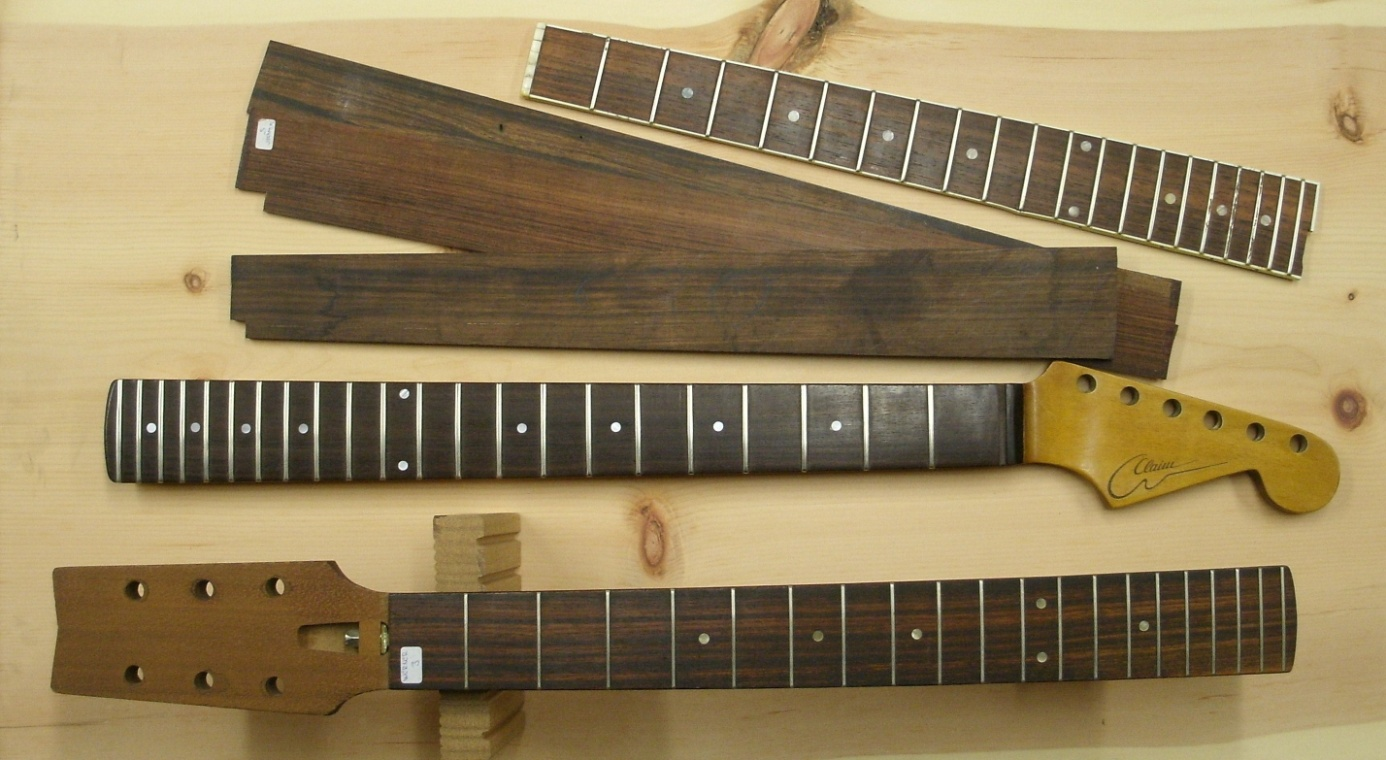
Manche de guitare et touches en palissandre de Rio (Institut Thünen de sylviculture).

Le palissandre de Rio est employé pour la fabrication d'instruments de musique en raison de la qualité de son timbre. Ainsi par exemple pour les touches de guitare, les chevilles d'instruments à corde, les caisses de résonance et les mécanismes d'instruments à cordes pincées, mais aussi pour les pianos, les flûtes à bec, les bassons français, les grandes clarinettes (contralto, contrebasse), les claves et les xylophones. Les tourneurs en font volontiers usage pour certains de leurs ouvrages (poignée de brosse ou ciseau). Il est aussi apprécié en placage pour le mobilier et en décoration dans les travaux de second œuvre, en particulier à bord des navires.

## Réactions allergiques
Le travail du bois de palissandre, ou même simplement le contact cutané prolongé avec un instrument fait dans ce bois peut occasionner chez les personnes sensibles une réaction allergique : cela concerne à chaque fois une essence spécifique.